# خدا در هندوئیسم
مفهوم خدا در هندوئیسم نظر به سنت‌های متنوع آن فرق می‌کند. هندوئیسم دربرگیرنده عقاید مختلفی همچون هنوتئیسم، مونوتئیسم، چندخدایی، خدافراگیردانی، همه‌خدایی، یگانه‌انگاری، ندانم‌گرائی، خداناباوری و غیرخداباوری می‌باشد.
اشکال خداباوری در بهگود گیتا ذکر شده‌اند. پرستش عاطفی یا محبت‌آمیز (بهاکتی) به یک خدای اولیه همچون آواتارهای ویشنو (به‌طور مثال کریشنا)، شیوا و دوی، در اوایل قرون وسطی ظهور کرده و امروزه به نام جنبش بهکتی خوانده می‌شوند.
هندوئیسم معاصر را می‌توان به چهار سنت عمده رده‌بندی کرد: ویشنوپرستی، شیواپرستی، شاکتی‌پرستی و سنت اسمارته. ویشنوپرستی، شیواپرستی و شاکتی‌پرستی به ترتیب ویشنو، شیوا و دوی یعنی مادر آسمان را به عنوان خدا پرستش کرده، یا تمام الهه‌های هندو را مثل جوانب یک حقیقت متعالی بدون شکل یا براهمن می‌پندارند. سایر صنف‌های کوچک مثل گاناپتیا و ساورا بر روی گانش و سوریا به عنوان قدرت برتر تمرکز می‌کنند.
هندوهای‌که از ویدانته ادویته پیروی می‌کنند و بر این عقیده اند که آتمان که در وجود هر موجود زنده‌ای بوده و همان ویشنو یا شیوا یا دوی، یا یکسان با موجود مطلق متافزیکی است که در هندوئیسم از آن به نام برهمن یاد می‌شود. چنین نظام‌های فلسفی چون ادویته یا عدم دوگانگی، از زمانی که در مکتب ویدانته فلسفه هندو مخصوصاً به گونه‌ای که در اوپانیشادها ذکر شد و توسط آدی شانکارا در قرن نهم میلادی شهرت یافت، روی هندوئیسم تأثیرگذار بوده‌است.
هندوهایی‌که از دوایته ودانته پیروی می‌کنند بر این عقیده هستند خود شخصی که به جیواتمنس یاد شده و ذات مطلق ابدی متافیزیکی که در هندویزم به نام برهمن اطلاق می‌گردد، حقیقت‌های غیر وابسته بوده و یکی نیستند. چنین نظام فلسفی که در دوایته وجود دارد، یا دوگانگی که در مکتب ویدانتای فلسفه هندو خصوصاً از نوعی که در مکتب ویدانته از فلسفه هندو تکوین یافته، به‌خصوص نمونه‌ای از آن که در وداها و توسط مدهواچاریا در قرن سیزدهم میلادی به شهرت رسید، روی هندوئیسم تأثیرگذار بوده‌است. به‌طور خاص، تأثیرات فلسفه مدهوا روی مکتب چایتانیای ویشناویسم بنگال غالب بوده و بر اساس آن فتوی داده می‌شود. مدهوا می‌گوید در آغاز تنها یک خدا وجود داشت و آن نارایانا یا ویشنو بوده‌است. او هیچ ادعایی مبنی بر این که سایر خدایان هندو همچون برهما یا شیوا، همطراز او بوده‌اند را قبول نکرده و رد می‌کند.

## هینوتئیسم، کاتینوتئیسم و ایکویتئیسم
برای چیزی که یکی‌است
آن‌ها اورا ایندار، میترا، ونورا، آگنی نامند و او

گاروتمانی با بال‌های سنگین است. برای چیزی

که یکی است، حکما عناوین متعددی دهند

— ریگ‌ودا 1.164.46
ترجمه از: کلاوس کلاسترمایر
هینوتئیسم اصطلاحی‌است که توسط پژوهشگرانی چون ماکس مولر برای توضیح عقیده مذهب ودیک استفاده شد. مولر بیان داشت که آیات ریگ‌ودا، قدیمی‌ترین کتاب هندویزم، از چندین خدا ذکر به عمل آورده اما آن‌ها را به صورت آیات «یک خدای نهائی و متعالی» و همچنین «یک الهه متعالی» ستایش کرده‌است، بنابراین مدعی شده که ماهیت خدایان یکیست (ekam) و خدایان چیز دیگری جز مظهر کثیری از همان مفهوم الوهیت (خدا) نیستند.
این ایده که ممکن است مظاهر متعددی از خدا یا اصل روحانی واحدی وجود داشته باشد، در متون ویدیک مکرراً ذکر شده‌است. به‌طور مثال، به غیر از آیهٔ ۱٫۱۶۴ که این آموزه را بیان داشته، آیهٔ قدیمی‌تر ۵٫۳ ریگ‌ودا چنین می‌گوید:

ای آگنی، تو زمانی که متولد می‌شوی وارونا هستی. زمانی که برافروختی، میترا می‌شوی. در تو، ای پسر قدرت، تمام خدایان جمع شده‌اند. تو به موجودات فانی که نذر می‌آورند، اندرا هستی. تو آریامان هستی و با داشتن اسما و القاب اسرار آمیز شناخته می‌شوی، ای قایم بذات.
— ریگودا ۵٫۳٫۱–۲، مترجم به انگلیسی: هرمان الدنبرگ

در ارتباط با کیهان‌زایی
«چه کسی واقعاً می‌داند؟
چه سی در اینجا آن را جار خواهد زد؟
از کجا تولید شد؟
این خلقت از کجا آمده؟
خدایگان پس از آن آمدند
با خلق این جهان.
پس چه سی از کجا سر درآورده است؟»

— ناسادیا سوکتا، ریگ‌ودا،  10:129-6
مونولاتریسم و کاتنوتئیسم اصطلاحاتی هستند که مرتبط با هینوتئیسم می‌باشند. اصطلاح دومی توسیعی از «هینوتئیسم» بوده و از καθ' ἕνα θεόν (kath' hena theon) - «یک خدا در یک زمان» گرفته شده‌است. هینوتئیسم طوری به عقیده پلورالیستی می‌پردازد که بر اساس آن خدایان مختلف مظاهر یک خدا بوده و از ماهیت الهی یک‌سانی برخوردار هستند. برخی از پژوهشگران برای بحث در مورد دینی که در آن یک خدا در مرکزیت قرار داشته اما موجودیت یا موقعیت سایر خدایان را انکار نمی‌کند (کنند)، اصطلاح مونولاتری را در مقایسه با هینوتئیسم ترجیح می‌دهند. اصطلاح دیگر برای هینوتئیسم «ایکویتئیسم» یا ایمان به یکی بودن تمام خداها، است.

## پاننتئیسم و نانتئیسم
جینیان فولر می‌نویسد که مفهوم خدا یا ذات واحد در عصر ویدیک، نسبت به خدای موحدانه انتزاعی‌تر است، این ذات حقیقت پشت پدیده کائنات می‌باشد. آیات ویدیک این خدا را با «نامحدود، غیرقابل توصیف و اصل مطلق» وصف می‌کند، ازین‌رو خدای ویدیک چیزی از جنس پاننتئیسم است تا هینوتئیسم ساده.
در اواخر عصر ویدیک و مقرون به آغاز عصر اوپانیشاد (۸۰۰ قبل از میلاد)، گمانه زنی‌های عرفانی ظهور کرده و مفاهیمی را ایجاد کرد که دانشمندان متعدد به آن نادوگانگی یا مونیسم و همچنین انواع نانتئیسم و پانتئیسم می‌گویند. یک مثال برای استسفار مفهوم خدا، بر علاوه آیات هینوتئیسم که اینجا ذکر شد، قسمت‌های اخیر ریگویدا همچون ناسادیا سوکتا است.
هندوئیسم، ذات مطلق متافیزیکی را برهمن خوانده، تعالی و حلول واقعیت را به آن نسبت می‌دهد. مکتب‌های مختلف فکری، براهمن را به عنوان خدای شخصی، غیر شخصی یا میان شخصیتی تعبیر می‌کنند. ایشور چاندرا شارما براهمن را به عنوان «حقیقت مطلق، فراتر از تمام دوگانگی‌های وجود و عدم وجود، نور و تاریکی، و زمان، فضا و علت» توصیف می‌کند.
فیلسوفان تأثیرگذار قدیمی و قرون وسطی هندو، پروفسور فلسفه روی پیریت، نظریات روحانی خود را با یک ex nihilo خلق شده در زمین و «مدیریت مؤثر بدون خدایان» تعلیم می‌دهند. در فلسفه هندو، مکتب‌های متعددی وجود دارند. سنت‌های ناخداباورانه همچون سامکیا، نیایای قدیم، میمامسا و سنت‌های‌که در ویدانتا هستند مثل آدوایتا، موجودیت یک خدای متعالی، قادر مطلق، دانای مطلق، کریم مطلق (خدای موحدانه) را نپذیرفته در حالی‌که سنت‌های خداباورانه یک خدای شخصی که مورد دلخواه هندوها است را می‌پذیرند. مکتب‌های بزرگ فلسفه هندو، اخلاقیات و ماهیت وجود را همانند سایر ادیان هندی، از طریق دکترین کارما و سامسارا توضیح می‌دهند.

## مونوتئیسم
مونوتئیسم، عقیده به خدای آفریدگار واحد و عدم اعتقاد به آفریدگاران دیگر است. هندویزم یک آئین یک‌پارچه نیست و سایر سنت‌ها ممکن است به چنین عقیدهٔ پابند باشند یا نباشند. دین از منظر هندویزم یک عقیده شخصی است و پیروان آن آزادند تا در چارچوب کارما و سامسارا تعابیر مختلفی را انتخاب نمایند. بیشتر شکل‌های هندویزم، همچون کریشنائیسم، برخی از مکتب‌های ویدانته و آریه سماج، به خدای موحدانه اعتقاد دارند.